# Xinji, Fengtai
Xinji (kinesiska: 新集) är en köping i östra Kina. Den ligger i Fengtai härad i staden Huainan i provinsen Anhui, omkring 120 kilometer nordväst om provinshuvudstaden Hefei.